# 24e régiment de dragons
Le 24e régiment de dragons (ou 24e RD), est une unité de cavalerie de l'armée française, créé sous le Premier Empire à partir du 15e régiment de cavalerie, dont l'origine remonte au Régiment Royal-Lorraine cavalerie, un régiment de cavalerie français d'Ancien Régime, créé en 1671.
Elle est actuellement dissoute.

## Création et différentes dénominations
- 1er décembre 1761 : renommé régiment Royal-Lorraine cavalerie
- 1er janvier 1791 : prend le nom de 16e régiment de cavalerie
- 1792 : devient 15e régiment de cavalerie après la désertion de l'ex-15e régiment de cavalerie
- 24 septembre 1803 : transformé en 24e régiment de dragons
- 12 mai 1814 : Le régiment est distribué entre les quinze régiments conservés.
- Le no 24 devient vacant
- Le régiment a été (re)créé en 1873. Il n'a pas été engagé entre 1873 et 1914[1].

## Chefs de corps

### Le Royal Lorraine
- 1671 : le Chevalier de Grignan
- 1689 : le Marquis de Grignan
- 1703 : le marquis de Flesche
- 1717 : le Duc de Luynes
- 1732 : le Duc de Chevreuse
- 1736 : le Duc d'Ancenis
- 1739 : le Marquis de Brancas
- 1749 : le Comte Des Salles
- 1762 : le Marquis de Toustain
- 1770 : le Comte d'Andlau
- 1783 : le Comte de Pusignieu
- 1788 : le Vicomte de Rouault

### Le16eet le15erégimentde cavalerie
- 1791 : colonel de Rouault (voir supra) ; le colonel de Castellane ; le colonel de Thumery
- 1792 : colonel de La Roque-Travanet
- 1793 : chef de brigade Le Blanc ; le chef de brigade Barthaud ; le chef de brigade L'Huilier
- 1800 : chef de brigade Claude Edme Trouble

### Le24erégimentde Dragons
- 1803 : le colonel Claude Edme Trouble
- 1808 : le colonel Delort
- 1811 : le colonel Jean Baptiste Dubessy (jusqu'en 1814)
- 1873 : le colonel Le Roy de Lanauze
- 1880 : le colonel Rouillet
- 1883 : le colonel Moreau-Hevel
- 1891 : le colonel de Cléric
- 1899 : le colonel Neuiller-Nogueira
- 1902 : le colonel Fleuret
- 1909 : le colonel Dilschneider
- 1910 : le colonel Geoffroy
- 1918 : le colonel Oré

## Étendard
Il porte, cousues en lettres d'or dans ses plis, les inscriptions suivantes :
- Valmy 1792
- Kehl 1796
- Stockach 1800
- Villafranca 1810
- Sagonte 1811
- Verdun 1916
- Saint-Quentin 1918

## Historique des combats et batailles

### Ancien Régime
- 1671 : Création du Régiment Royal-Lorraine
- 1672 : campagne de Hollande
- 1674 : campagne du Luxembourg
- 1688 - 1697 : Guerre de la Ligue d'Augsbourg
- 1719 : Guerre de Succession d'Espagne
- 1740 - 1748 :  Guerre de Succession d'Autriche
- 1756 - 1763 : Guerre de Sept Ans
- 1761 : appelé Royal-Lorraine

### Guerres de la Révolution et de l’Empire
- 1791 : devient le 16e Régiment de Cavalerie
- 1792 : dénommé 15e Régiment de cavalerie (à la suite de l'émigration du 15e Régiment de cavalerie, issu du Royal-Allemagne).
  - bataille de Valmy
- 1796 :
  - bataille de Kehl
- 1800 :
  - Bataille de Stockach (1800)
- 1803 : devient le 24e Régiment de Dragons
- 1805 : Troisième Coalition
  - Bataille de Caldiero
- 1810 :
  - bataille de Villafranca
- 1811 :
  - bataille de Sagonte
- 1813 : Campagne d'Allemagne
  - 16-19 octobre : Bataille de Leipzig
- 1814 : Campagne de France (1814)
  - le 21 juin, le régiment est dissous.

### De 1873 à 1914
- 1873 : Le régiment fut recréé le 4 novembre et installé au quartier Du Guesclin à Dinan (Côtes-du-Nord, aujourd'hui Côtes-d'Armor). Il fut formé à partir de quatre escadrons des 2e, 4e, 7e et 8e Régiments de Dragons. Il ne prit part à aucune opération.

### Première Guerre mondiale
Le 24e régiment de dragons est mobilisé à Rennes. Il fait partie de la 16e brigade de dragons de la 9e division de cavalerie

#### 1916
- bataille de Verdun

#### 1918
- bataille de l'Aisne (1918)

### Entre-deux-guerres
- 1929 : dissolution du Régiment. Il a été installé au quartier Du Guesclin, à Dinan, de 1873 à 1929.
- 1930 : Il est remplacé par le 14e Bataillon de Chasseurs Alpins. Le 13e Régiment de Hussards est lui aussi remplacé par le 19e Régiment de Dragons, au quartier Beaumanoir.

### De 1945 à nos jours
Le 24e régiment de dragons est reconstitué en Algérie en février 1956 à Clairefontaine dans l’est constantinois. Il compte quatre escadrons portés stationnés à Gelma, Souk-Ahras, Sedrata et Ain-Beida. Il participe, avec la 10e division parachutistes à de nombreuses opérations (Tebessa, Cavalo, Ouenza, Djijelli).
Au cours de cette guerre, le régiment a eu à déplorer la mort de trois officiers, de sept sous-officiers et dix-huit dragons.
Le 24e régiment de dragons est dissous en janvier 1958, un de ses escadrons rejoindra le 9e régiment de spahis algériens.
Le drapeau de ce régiment a été confié au Centre de Sélection No 8 basé à Lyon jusqu'à sa dissolution à la fin de la conscription.